# Austrian Open Kitzbühel 2025
L'Austrian Open Kitzbühel 2025, ufficialmente Generali Open Kitzbühel 2025 per motivi di sponsorizzazione, è stato un torneo di tennis che si gioca sulla terra rossa. È la 81ª edizione dell'Austrian Open Kitzbühel, facente parte della categoria ATP Tour 250 nell'ambito dell'ATP Tour 2025. Il torneo si è disputato al Tennis Stadium Kitzbühel di Kitzbühel, in Austria, dal 21 al 26 luglio 2025.

## Partecipanti

### Teste di serie
| Nazionalità | Giocatore               | Ranking* | Testa di serie |
| ----------- | ----------------------- | -------- | -------------- |
| Kazakistan  | Aleksandr Bublik        | 34       | 1              |
| Argentina   | Sebastián Báez          | 37       | 2              |
| Spagna      | Pedro Martínez          | 47       | 3              |
| Spagna      | Roberto Bautista Agut   | 54       | 4              |
| Argentina   | Tomás Martín Etcheverry | 58       | 5              |
| Francia     | Arthur Rinderknech      | 64       | 6              |
| Argentina   | Francisco Comesaña      | 74       | 7              |
| Ungheria    | Márton Fucsovics        | 89       | 8              |

* Ranking al 14 luglio 2025.

### Altri partecipanti
I seguenti giocatori hanno ricevuto una wildcard per il tabellone principale:
- Nicolás Jarry
- Lukas Neumayer
- Joel Schwärzler

I seguenti giocatori sono entrati in tabellone come special exempt:
- Ignacio Buse
- Arthur Cazaux

I seguenti giocatori sono entrati in tabellone passando dalle qualificazioni:

- Facundo Bagnis
- Norbert Gombos
- Yannick Hanfmann
- Jan-Lennard Struff

### Ritiri
Prima del torneo
- Matteo Berrettini → sostituito da  Filip Misolic
- Marin Čilić → sostituito da  Thiago Seyboth Wild
- Hugo Dellien → sostituito da  Jaime Faria
- Laslo Djere → sostituito da  Sebastian Ofner
- Otto Virtanen → sostituito da  Tristan Boyer

## Partecipanti al doppio

### Teste di serie
| Nazione    | Giocatore         | Nazione     | Giocatore       | Ranking* | Testa di serie |
| ---------- | ----------------- | ----------- | --------------- | -------- | -------------- |
| Germania   | Kevin Krawietz    | Germania    | Tim Pütz        | 15       | 1              |
| Portogallo | Francisco Cabral  | Austria     | Lucas Miedler   | 89       | 2              |
| Messico    | Santiago González | Stati Uniti | Austin Krajicek | 95       | 3              |
| Uruguay    | Ariel Behar       | Belgio      | Joran Vliegen   | 116      | 4              |

* Ranking al 14 luglio 2025.

### Altri partecipanti
Le seguenti coppie di giocatori hanno ricevuto una wildcard per il tabellone principale:
- Nico Hipfl /  Jérôme Kym
- Neil Oberleitner /  Joel Schwärzler

### Ritiri
Prima del torneo
- Hugo Dellien /  Tomás Martín Etcheverry → sostituiti da  Tomás Martín Etcheverry /  Thiago Agustín Tirante
- Kevin Krawietz /  Tim Pütz → non sostituiti
- David Pel /  Jean-Julien Rojer → sostituiti da  Jean-Julien Rojer /  Botic van de Zandschulp

## Punti
| Evento    | V   | F   | SF  | QF | 2T   | 1T | Q    | Q2   | Q1   |
| Singolare | 250 | 165 | 100 | 50 | 25   | 0  | 13   | 7    | 0    |
| Doppio    | 250 | 150 | 90  | 45 | N.D. | 0  | N.D. | N.D. | N.D. |

## Montepremi
| Evento    | V       | F       | SF      | QF      | 2T      | 1T     | Q2     | Q1     |
| Singolare | 88125 € | 51400 € | 30220 € | 17510 € | 10165 € | 6215 € | 3105 € | 1695 € |
| Doppio*   | 30610 € | 16380 € | 9600 €  | 5370 €  | N.D.    | 3160 € | N.D.   | N.D.   |

*per team

## Campioni

### Singolare
Aleksandr Bublik ha sconfitto in finale  Arthur Cazaux con il punteggio di 6-4, 6-3.

### Doppio
Petr Nouza /  Patrik Rikl hanno sconfitto in finale  Neil Oberleitner /  Joel Schwärzler con il punteggio di 1-6, 7-6(3), [10-5].